# إلسي فيلدمان
إلسي فيلدمان (بالألمانية: Else Feldmann)‏ (25 فبراير 1884، فيينا في النمسا - 1942 في بولندا)؛ كاتِبة، صحفية وشاعرة نمساوية.